# Андирин
Андирин (тур. Andırın) — місто і район у провінції Кахраманмараш (Туреччина).

## Історія
Поселення було фортецею Кілікійського вірменського царства. 1297 року Смбат, який узурпував владу в країні, ув'язнив у фортеці своїх братів короля Хетума II й Тороса.
Андирин отримав статус міста 1925 року.